# Kleine Knip
Kleine Knip is een strand in Bandabou, Curaçao. Het strand wordt door de lokale bevolking ook wel Playa Kenepa Chiki genoemd (Nederlands: strand de kleine knip). De Kleine Knip ligt in het westen van het eiland tussen de plaatsen Westpunt in het noorden en Lagun in het zuiden, op ongeveer 1 uur autorijden van het centrum van de hoofdstad Willemstad. Wat verder in het noorden ligt het strand Grote Knip en in het zuiden het strand Playa Jeremi. De Kleine Knip is een klein strandje dat net als de Grote Knip als een inham ingeklemd ligt tussen steile rotsen. Aan de andere kant van het strand is parkeergelegenheid aanwezig die direct op het strand uitloopt.

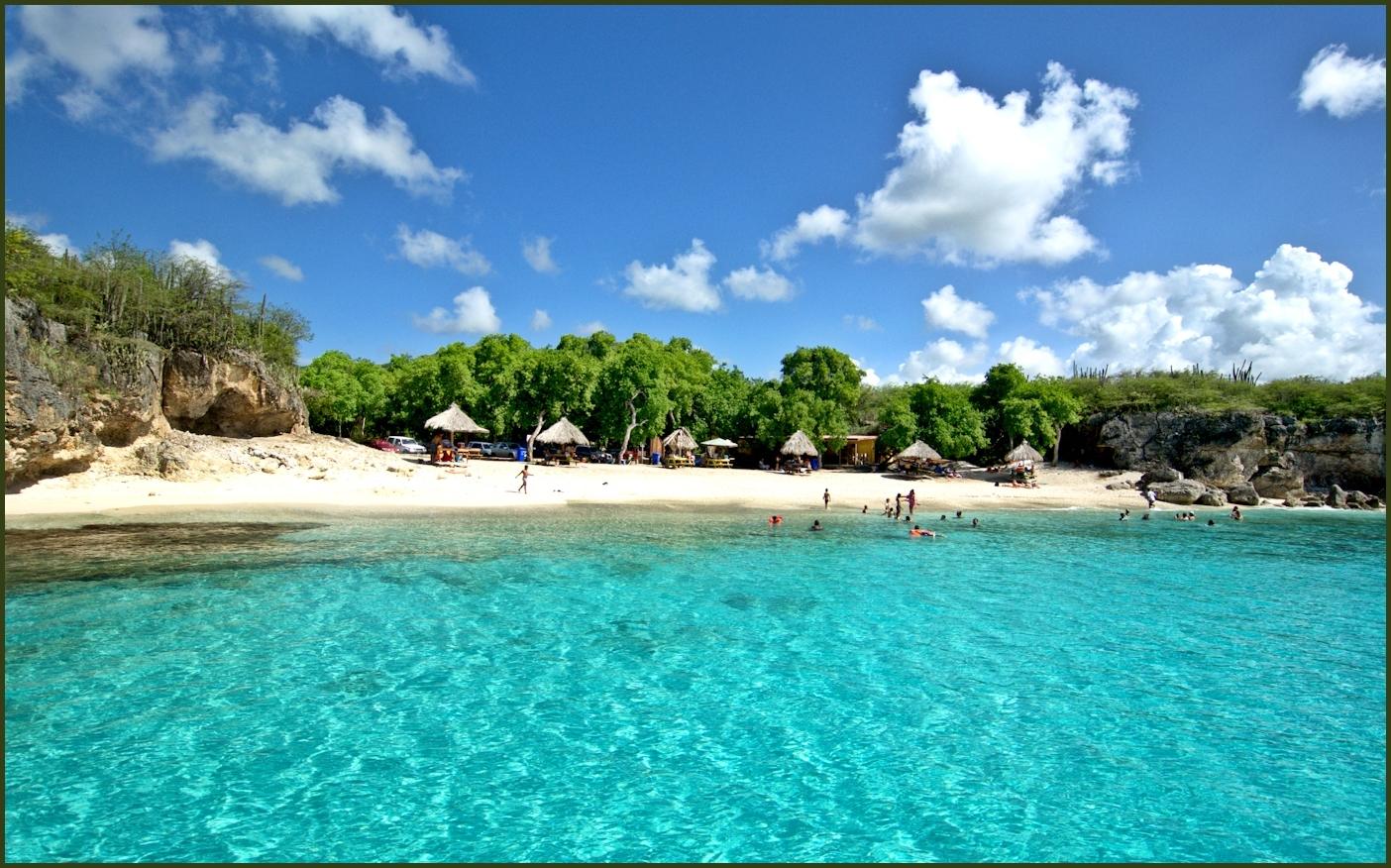
Kenepa Chiki vanaf een bootje

De Kleine Knip is gratis toegankelijk, en er zijn relatief weinig faciliteiten aanwezig. Er staat een restaurantje op het strand en er staan gespreid over het strand enkele bankjes met zonneschermen. Er zijn bomen aanwezig die voor schaduw zorgen. Op het heetst van de dag komt regelmatig een ijscowagen langs. Het strand bestaat voornamelijk uit wit en zeer fijn zand. Het strand is op veel plaatsen afgescheiden van de zee door een smalle strook van stukken steenkoraal die uit de zee worden aangespoeld. Het strand wordt bezocht door zowel de lokale bevolking als toeristen. Het kalme water is gunstig voor snorkelaars, het is met name aan de weerszijden van de rotsen visrijk en het startpunt van een koraalrif.
Baya Beach · Blauwbaai · Daaibooi · Grote Knip · Jan Thielbaai* · Kleine Knip · Kokomo Beach · Playa Cas Abao* · Playa Fòrti · Playa Gipy · Playa Jeremi · Playa Kalki · Playa Kanoa · Playa Lagun · Playa Porto Marie · Playa Santa Cruz · Santa Barbara Beach* · Seaquarium Beach*

* privéstranden